# 加拉提亞 (堪薩斯州)
加拉提亞（英語：Galatia）是一個位於美國堪薩斯州巴頓縣的城市。

## 地方資料
加拉提亞的面積為0.92平方千米，當中陸地面積為0.92平方千米，而水域面積為0.00平方千米。根據2020年美國人口普查的數據，當地共有人口45人，而人口密度為每平方千米48.91人。